# Двострука тачност
Двострука тачност (енгл. double precision, double) је у рачунарству формат броја који за бележење бројевне вредности рационалног броја у покретном (пливајућем) зарезу. Користи се осам бајтова (64 бита) за запис броја. Притом интерпретација овог сегмента меморије зависи од оперативног система или саме структурираности група битова у запису.
Веома често се говори колоквијално о реалним бројевима у двострукој тачности, то су ипак рационални бројеви. Израз двострука тачност не значи да се тако може приказати број са двоструко више тачних децимала у односу на једноструку тачност. Целокупан запис броја је двоструко дужи, а тачност броја (која зависи од дужине мантисе) је уместо 23 повећана на 52 (или 55) бита, што је нешто више него двоструко више децимала. Поред овога, у двострукој тачности се може представити значајно шири опсег бројева.

## IEEE754
Према стандарду IEEE 754, реални бројеви са двоструком тачношћу се деле на три дела: знак, експонент и фракцију (мантису). Тачнија подела битова по овим елементима је:
- Знак броја одређује бит са највећом вредношћу индекса − 63 (највећом тежином), при чему вредност 1 означава негативан а 0 позитиван број.
- Експонент је одређен са следећих 11 битова на местима 62 - 52. Овај број нема знака, а помоћу њега се одређује тзв. карактеристика која учествује у рачунању крајње вредности броја. Она се добија следећом формулом: карактеристика = експонент - 1023.
- Фракција (мантиса) је вредност броја нормализована тако да се налази у опсегу веће или једнако 0,5 и мање од 1. Формирају је битови на позицијама 51 - 0. Овај број се у бинарној репрезентацији може представити као 0,1ббббббббббббб..... где су б битови који могу бити 0 или 1. Обзиром да увек на почетку стоји 0,1 ови битови се не морају физички појавити у запису, то јест може се имплицитно претпоставити да увек стоје ту. Зато се каже да мантиса представља 53 бита тачности иако су записана само 52 бита.

Двострука тачност има могућност представљања {\displaystyle \log _{10}(2^{53})\approx 15.955} тачних цифара. Ако се каже да двоструком тачношћу може приказати број у „тачности од 16 децимала“ то је погрешно јер се може приказати првих 16 значајних цифара, без обзира где је децимална запета.
Тачна интерпретација оваквог броја гласи:
(-1)знак · 2карактеристика · (1, фракција )
односно математички
{\displaystyle broj=(-1)^{znak}(1+\sum _{i=1}^{52}\ b_{-i}2^{-i})\times 2^{(e-1023)}}

### Пример
Рецимо да је у сагласности са овим стандардом задат бинарни број двоструке тачности, чију децималну репрезентацију треба наћи:
```
0011111010000100000000000000000000000000000000000000000000000000

```

Број ће прво бити подељен на знак, експонент и фракцију:
```
0
 
01111101000
 
010000.
..

```

А потом ће вредности параметара бити одређене:
S = 0

E = (01111101000)2 = (1000)10

M = (010000...)2

C = E - 1023 = -23

Вредност = (-1)S · (1.M)2 · 2C

= (-1)0 · (1.010000...)2 · 2-23

= 1 · (1 + 2-2)10 · 2-23

= 1.25 · 2-23